# Área metropolitana de París

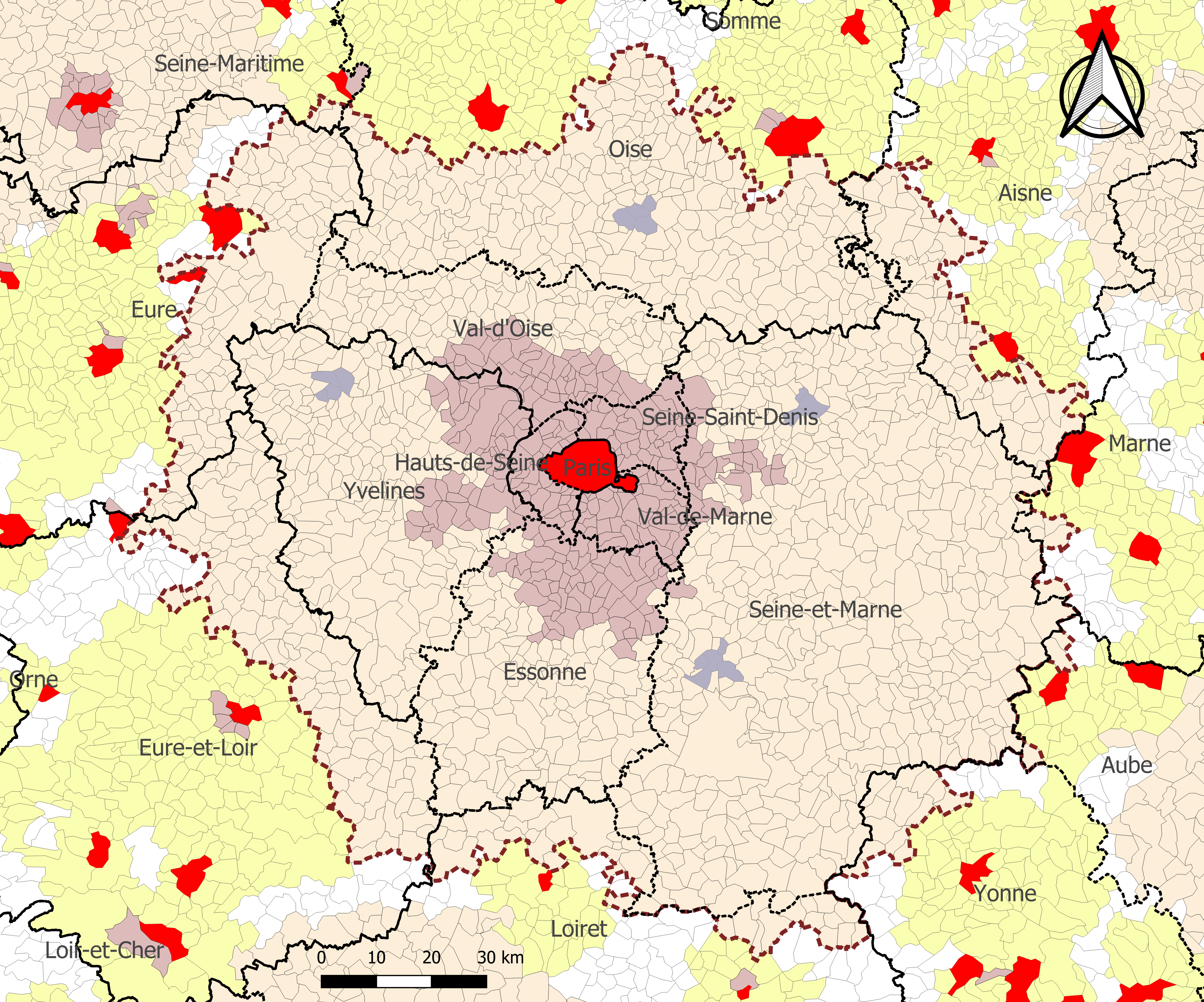
Mapa que muestra la extensión del área metropolitana de París a partir de 2020, cuando incluía 1929 comunas y cubría 18 941 km².
Comuna central
Núcleo urbano primario
Núcleo urbano secundario
Comuna periférica
Comuna periférica de un área funcional con menos de 200 000 habitantes

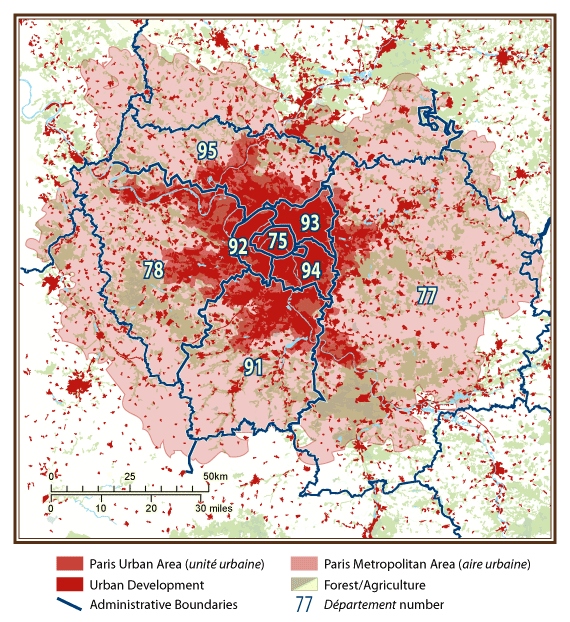
Mapa que muestra la extensión del área metropolitana de París en el censo de 1999, cuando incluía 1584 comunas y cubría 14 518 km².

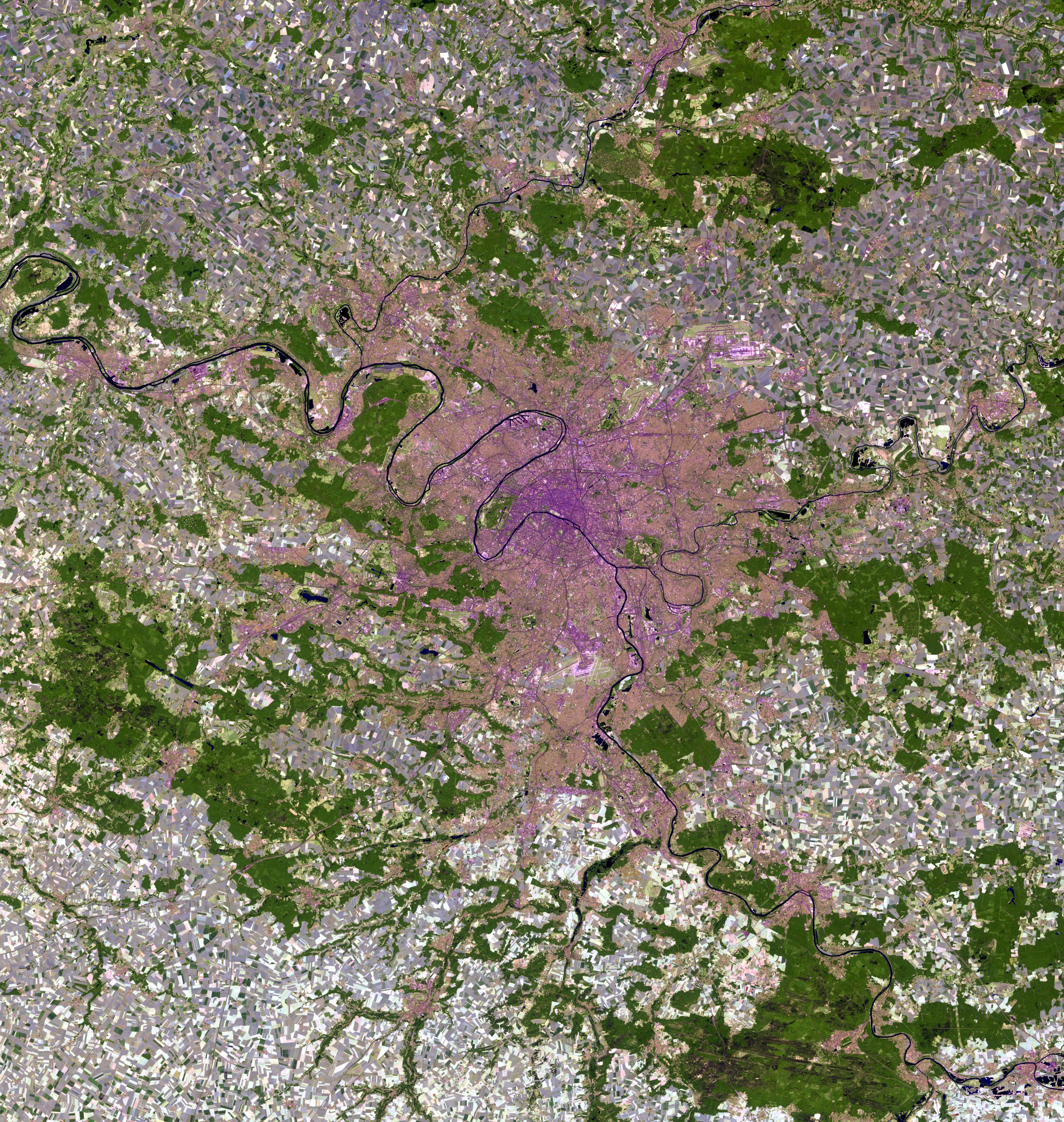
Imagen satelital en falso color del área metropolitana de París.

El área metropolitana de París es la mayor aglomeración urbana en la Unión Europea y una de las más grandes de Europa, solo superada en el continente por las áreas metropolitanas de Londres y Moscú. Su área metropolitana tiene una población de 14 684 473 habitantes en 2022 y un área de 2723 km² en su área metropolitana.
En lo referente a París, así como a otras ciudades, se podría establecer una definición más amplia que incluyese una totalidad más extensa aunque menor densamente poblada que el área metropolitana. estaría entre las tres regiones urbanas más pobladas de la Unión Europea, superando al Randstad de los Países Bajos.

## Descripción general
En 2020, la oficina nacional de estadísticas de Francia, el Instituto Nacional de Estadística y de Estudios Económicos (INSEE), introdujo el concepto «aire d'attraction d'une ville» (área funcional), en sustitución del antiguo «aire urbaine» (área urbana). Un área funcional consiste en un grupo urbano y la zona de desplazamiento que lo rodea. Este concepto es consistente con el área urbana funcional definida por Eurostat.
Creado y utilizado desde 1996 por la oficina nacional de estadísticas de Francia para cumplir con los estándares demográficos internacionales, el aire urbaine (literalmente: 'área urbana') era una unidad estadística que describía el desarrollo suburbano alrededor de los centros de crecimiento urbano. En 2011, el INSEE reclasificó sus aires urbaines más grandes en aires métropolitaines (literalmente: áreas metropolitanas) y grandes aires urbaines ('grandes áreas urbanas'). Con este cambio, el área metropolitana de París se convirtió en la más grande de Francia.
En Francia, el uso del término 'área metropolitana de París' se limita a los estudios demográficos y estadísticos y, hasta la fecha, no se usa en las estadísticas económicas —todavía se hace referencia a las subdivisiones administrativas tradicionales commune, département y région— aunque los medios lo emplearán al referirse a las tendencias electorales de las ciudades más grandes de Francia. En 2010, el gobierno aprobó una ley que invitaba a las 'metrópolis' de las ciudades más grandes de Francia a trabajar juntas como entidades intercomunitarias (más o menos descritas por el concepto del INSEE), pero la falta de respuesta al año siguiente llevó al gobierno a hacer que la cooperación para muchas de las ciudades más grandes de Francia son obligatorias, y París se convirtió en un caso de estudio por sí solo.
Esta última iniciativa creó el «Métropole du Grand Paris» (traducción oficial: 'Autoridad metropolitana del Gran París'), un esfuerzo de cooperación intercomunal centrado en París promulgado a partir del 1 de enero de 2016. El territorio que cubre es mucho más pequeño que el área estadística del 'área metropolitana de París' del INSEE: incluye París, sus tres departamentos vecinos (o 'petite couronne') y algunas comunas limítrofes en los departamentos más lejanos.

## Extensión
A partir de 2022, el área metropolitana de París estadística del INSEE cubre 1929 municipios. Con sus 18 941 km², se extiende significativamente más allá de la región administrativa de Isla de Francia de París (12 012 km²). Fuera de la región de Isla de Francia, cubre parte de los departamentos de Aisne, Aube, Eure, Eure-et-Loir, Loiret, Marne, Oise, Sena Marítimo y Yonne.
El área metropolitana de París se expande en cada censo de población debido al rápido crecimiento de la población en el área de París. Las nuevas comunas (municipios) que rodean París se incluyen cuando alcanzan el umbral de viajero requerido. En el censo de 1968, la fecha más temprana para la que se calcularon retrospectivamente las cifras de población de las ciudades aéreas francesas, el área metropolitana de París tenía 8 368 459 habitantes en un área que solo abarcaba 279 municipios en el centro de la Isla de Francia.
Según el censo de 1999, el área metropolitana de París era un poco más grande que la Isla de Francia y tenía 11 174 743 habitantes en 14 518 km². En la revisión de 2010, el área urbana de París tenía 1751 municipios.

## Población
El área tenía una población de 13 064 617 en 2018. Casi el 20 % de la población de Francia reside en la región.
La siguiente tabla muestra el crecimiento de la población del área metropolitana de París (aire urbaine), es decir, el área urbana (pôle urbain) y el cinturón periurbano (couronne périurbaine) que lo rodea. (Nota: el área que se muestra en rojo y rosa en el mapa de arriba):
- 1968 :  8 368 459[16]
- 1975 :  9 096 000
- 1982 :  9 362 000
- 1990 :  10 291 851[16] (1155 comunas; 9679 km²)
- 1999 :  11 174 743 (1584 comunas; 14 518 km²)
- 2010 :  12 223 100[18] (1751 comunas; 17 194 km²)
- 2018 :  13 064 617[15] (1929 comunas; 18 941 km²)